# Bas Edixhoven
Sebastiaan (Bas) Johan Edixhoven (Leiden, 12 maart 1962 - 16 januari 2022) was een Nederlandse hoogleraar wiskunde. Hij was een specialist in getaltheorie en algebraïsche meetkunde.

## Biografie
Edixhoven studeerde aan de Universiteit Utrecht. Onder begeiding van Frans Oort en Bert van Geemen schreef hij zijn proefschrift Stable models of modular forms and applications dat hij in 1989 verdedigde. Van 1989 tot 1991 was hij universitair docent aan de University of California, Berkeley. Hij keerde daarna met een Huygens beurs voor een jaar terug naar Utrecht. Van 1992 tot 2002 was hij professor aan de Universiteit van Rennes 1 (eerste klasse vanaf 1998) en in september 2002 werd hij benoemd als hoogleraar Meetkunde aan de Universiteit Leiden. Van 1995 tot 2002 was hij lid van het Institut Universitaire de France. In 1997 was hij gasthoogleraar in Berkeley en in 1998 aan het Tata Institute of Fundamental Research in Mumbai, India.
In 2004 ontving Edixhoven een NWO VICI-beurs om modulaire vormen en de daarbij behorende Galois-representaties computationeel toegankelijk te maken.
Sinds 2009 was hij lid van de Koninklijke Nederlandse Akademie van Wetenschappen.
Edixhoven overleed op 16 januari 2022, op 59-jarige leeftijd.

## Wiskundig werk
Edixhoven gebruikte zijn sterkte meetkundige intuïtie om problemen uit de getaltheorie aan te pakken. Al vroeg in zijn carrière was hij expert op het gebied van modulaire krommen. Hij leverde belangrijke bijdragen aan technieken die een rol spelen in het bewijs van de Laatste Stelling van Fermat uit het begin van de jaren 90, en aan het daaraan gelieerde vermoeden van Fields-medaillist en Abelprijswinnaar Jean-Pierre Serre.
Edixhoven boekte, mede dankzij zijn leerling Andrei Yafaev, belangrijke resultaten rond een vermoeden van zijn Franse collega Yves André en van Frans Oort over algebraïsche deelvariëteiten in Shimura-variëteiten. Naast getaltheorie, algebraïsche meetkunde en modulaire vormen werkte hij aan correctiecodes voor het Franse Ministerie van Defensie en Canon Inc.. Van 2003 tot 2012 was hij een van de hoofdredacteuren van Compositio Mathematica. Tevens was hij van 1998 tot 2004 redacteur van het Journal de théorie des nombres de Bordeaux en van 1998 tot 2004 van het Journal of Number Theory.
Edixhoven heeft circa 30 promovendi begeleid, waarvan bijna de helft in internationaal samenwerkingsverband.

## Onderwijs en nevenwerkzaamheden
Edixhoven was lid van talloze internationale en nationale besturen en commissies. Binnen het Platform Wiskunde Nederland was hij lid van zowel de commissie Onderzoek als de commissie Onderwijs.
Hij had een groot hart voor het wiskundig onderwijs, schreef diverse syllabi en stond aan de basis van een opleiding tot wiskundeleraar voor zij-instromers.
In het kader van zijn lidmaatschap van de denktank "Bèta-lerarenkamer" heeft Edixhoven de welkom-docent-app mogelijk gemaakt, waarmee docentvluchtelingen zich kunnen bekwamen in de Nederlandse taal en wiskunde-didactiek om zo hun kansen op de Nederlandse arbeidsmarkt te vergroten.
Sinds 2003 was Edixhoven voorzitter van het bestuur van de Stichting Vierkant voor Wiskunde. Ook was hij een van de drijvende krachten achter de heruitgave van de monumentale Séminaires de Géométrie Algébrique uit de jaren 60.

## Uitgelichte publicaties
- Modular forms and Fermat's Last Theorem (1997)
- Le rôle de la conjecture de Serre dans la démonstration du théorème de Fermat (1995)
- Diophantine approximation and abelian varieties (1997)
- On the computation of coefficients of a modular form (2006)

- Bibsys: 90731100
- Bibliothèque nationale de France: cb12432863b (data)
- Catàleg d'autoritats de noms i títols de Catalunya: 981058523670206706
- CiNii: DA07937848
- Gemeinsame Normdatei: 101493740X
- International Standard Name Identifier: 0000 0001 0937 2298
- Library of Congress Control Number: n93102103
- Mathematics Genealogy Project: 49938
- NARCIS: PRS1292281
- Nationale Bibliotheek van Tsjechië: xx0049525
- Nationale Bibliotheek van Israël: 987007441843505171
- Nederlandse Thesaurus van Auteursnamen: 074381970
- ORCID: 0000-0002-8969-3215
- Réseau des bibliothèques de Suisse occidentale: 02-A003208920
- Système universitaire de documentation: 071341064
- Virtual International Authority File: 113528581
- WorldCat: E39PBJyMkwVVXPB3cCpd9B7T73